# AK-230

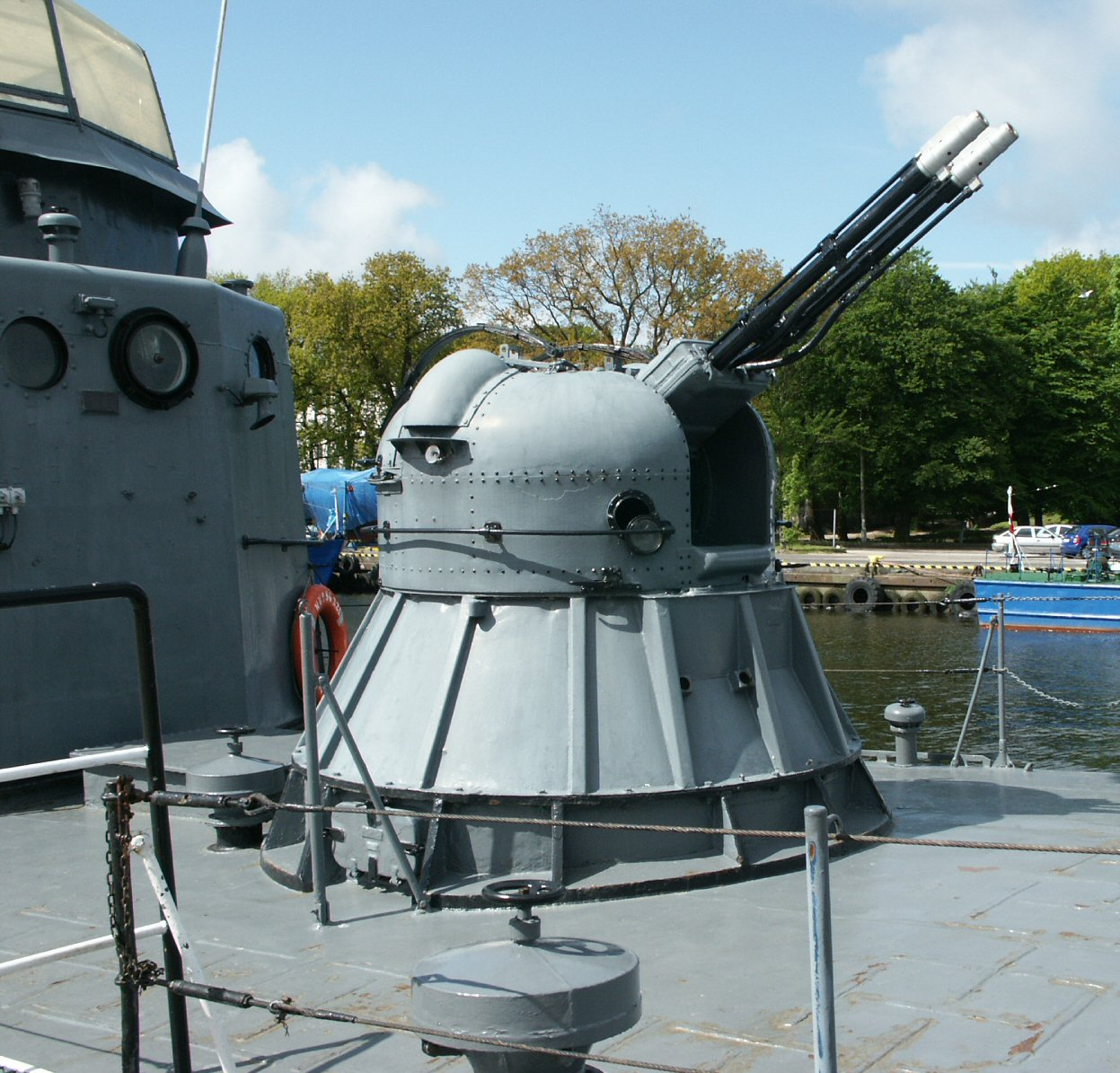
Armata AK-230 na okręcie ORP „Fala”

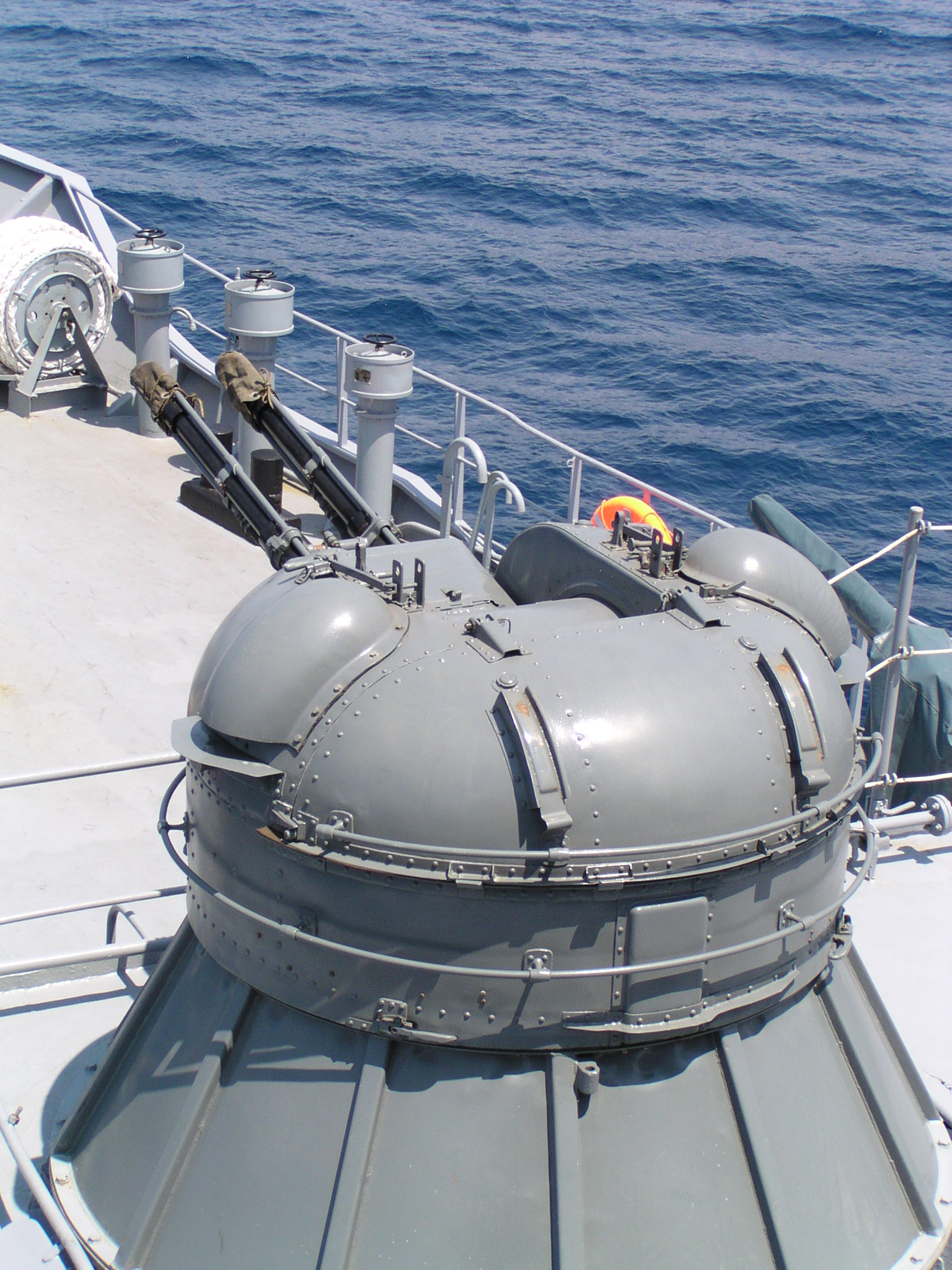
Ak-230 na ORP „Wodnik”

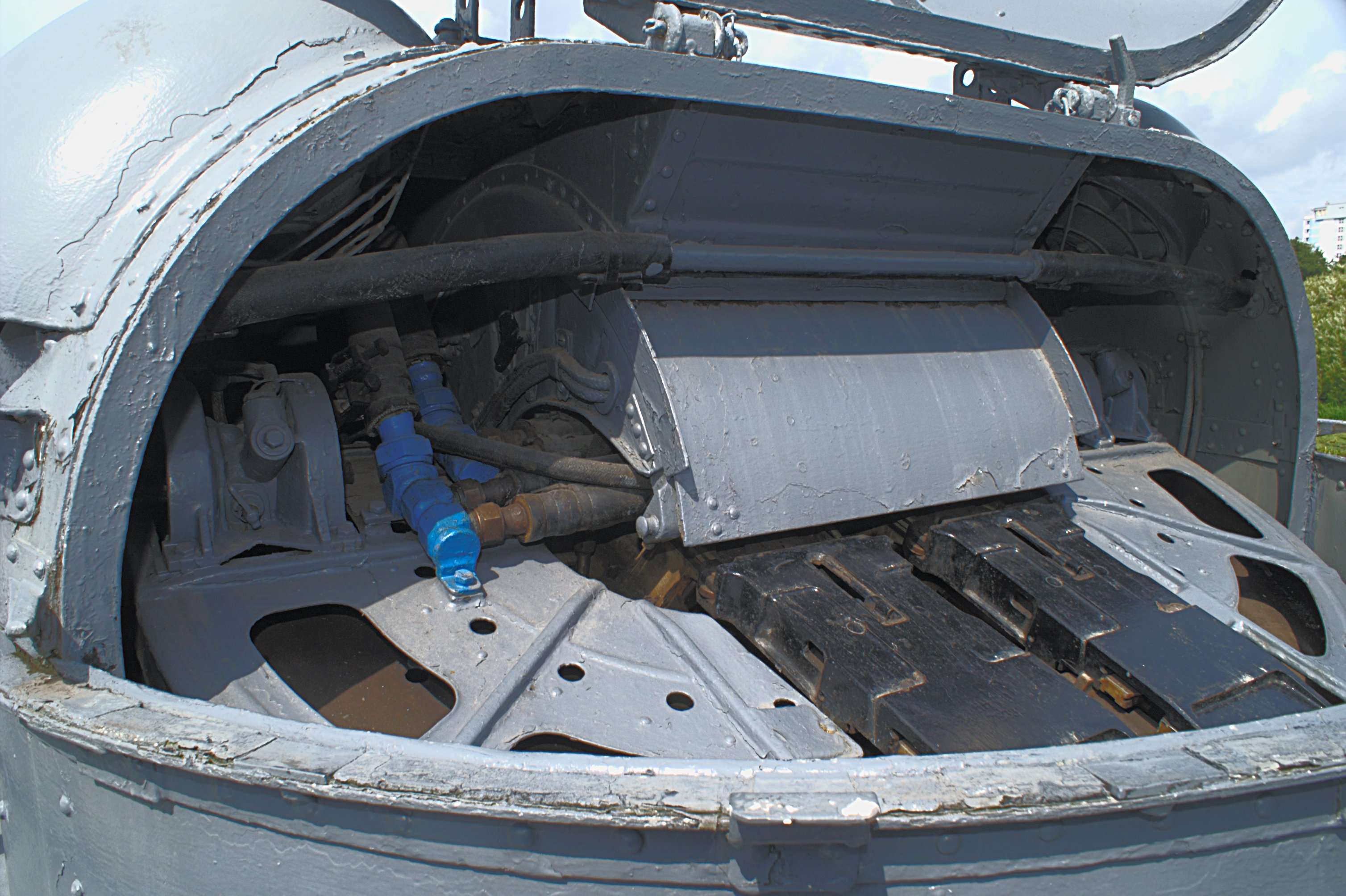

AK-230 – podwójnie sprzężona automatyczna uniwersalna armata morska kalibru 30 mm, opracowana w ZSRR pod koniec lat pięćdziesiątych XX w. Była to jedna z najpopularniejszych armat tej klasy na świecie.

## Powstanie i rozwój
Była to pierwsza w pełni automatyczna armata okrętowa w ZSRR. Jej projektowanie, pod oznaczeniem KŁ-302, rozpoczęło się na podstawie postanowienia Rady Ministrów z 1956. Za rozwój podstawy i wieży odpowiadało biuro OKB-43, a części artyleryjskiej - OKB-16 (konstruktorzy A. Nudelman i W. Niemenow). Samo działko oznaczone było NN-30, od inicjałów konstruktorów (ozn. fabryczne 291P). Prototyp skonstruowano w 1957, a po dopracowaniu konstrukcji, armaty produkowano w zakładzie nr 535 w Tule od 1959 do 1984. Po próbach państwowych w latach 1960–1961 na kutrze rakietowym projektu 205 (Osa) nr „401”, armata KŁ-302 została oficjalnie przyjęta na uzbrojenie postanowieniem z 24 sierpnia 1962, jako kompleks AK-630-MR-104, ze stacją radiolokacyjną kierowania ogniem MR-104 Ryś. 
Podstawowy sposób naprowadzania na cel opiera się na wykorzystaniu radaru artyleryjskiego. Według danych radzieckich, prawdopodobieństwo porażenia celu wielkości kutra torpedowego na dystansie 2 Mm wynosiło 99% przy zużyciu do 200 nabojów, a radar zapewniał również automatyczne śledzenie celów powietrznych lecących z prędkością do 300 m/s (1080 km/h) na odległości do 1,4 Mm z 80% prawdopodobieństwa porażenia jedną serią. Armata zasilana jest z bębna z amunicją znajdującego się pod pokładem. Produkowana była w ZSRR (ok. 1450 sztuk) i Chinach (ok. 300 sztuk). Dzięki małym rozmiarom używana była na bardzo wielu typach małych okrętów bojowych i okrętów pomocniczych produkcji państw dawnego bloku socjalistycznego jako główne uzbrojenie, rzadziej na większych okrętach bojowych jako broń przeciwlotnicza (proj. 68bis, proj.57A). Jej następcą stała się armata AK-630.
Używana była na wielu polskich okrętach (do 110 sztuk armat: na kutrach rakietowych projektu 205, kutrach torpedowych proj. 664, okrętach desantowych proj. 770, 771, 776, okrętach patrolowych i ścigaczach okrętów podwodnych projektów 912 i 912M, okrętach szkolnych proj. 888), obecnie już tylko na ORP „Wodnik” (stan na 2010).

## Budowa
Zestaw składa się z bezzałogowej, sterowanej zdalnie wieży z dwiema armatami przeciwlotniczymi NN-30. NN-30 jest chłodzonym płynem działkiem rewolwerowym z bębnem o czterech komorach nabojowych zasilanym z taśmy. Automatyka broni oparta jest na krótkim odrzucie lufy, a odpalanie jest elektryczne.
Dopuszczalne jest strzelanie seriami do 100 wystrzałów na lufę, po czym powinno nastąpić 15–20 minutowe chłodzenie. W warunkach bojowych dopuszcza się skrócenie przerw do 15–20 s, ale może to doprowadzić do rozkalibrowania lufy i konieczności remontu dział oraz pogarsza celność.

## Amunicja
W skład jednostki ognia wchodzą naboje z pociskami odłamkowo-burząco-zapalającymi OF-83, burzącymi F-83 i przeciwpancerno-smugowymi Br-83. Stosowano zapalniki uderzeniowe z opóźnieniem MG-30 i MG-31 i denne bezwładnościowe MD-30. Pociski miały samolikwidator uruchamiający się po 11–20 s. Masa ładunku miotającego wynosi 0,19 kg.

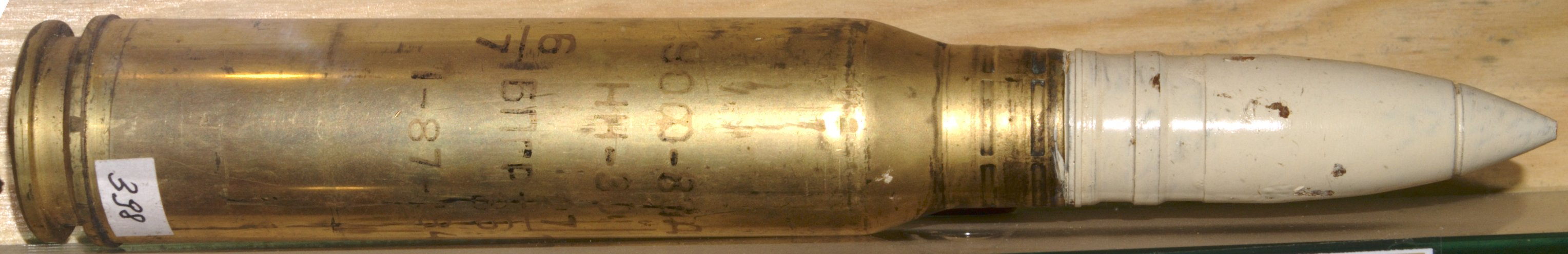
Nabój szkolny.

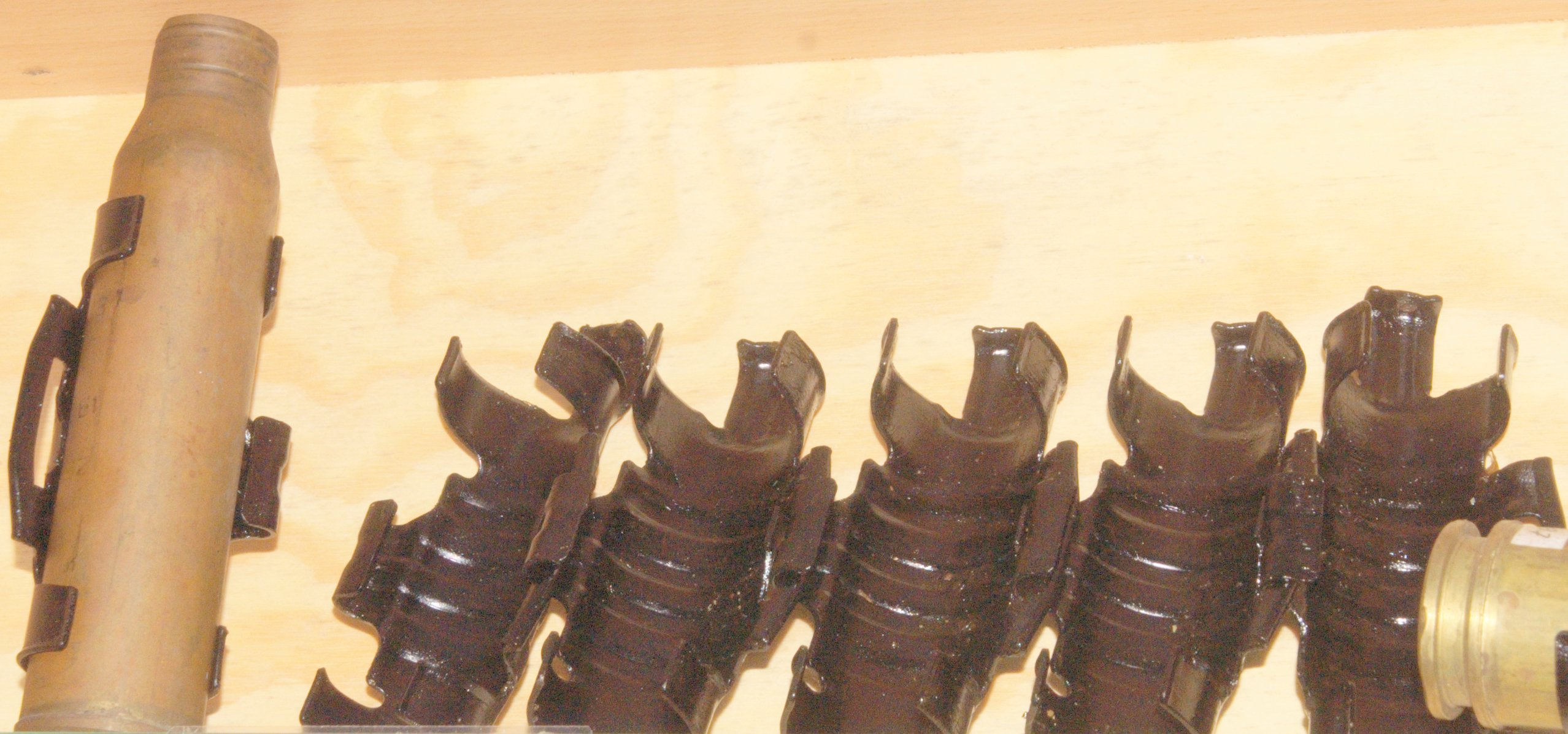
Taśma nabojowa i łuska.

| Typ                         | HE-Frag     | AP-T      |
| Nazwa                       | OF-83D      | BR-83     |
| Waga                        |             |           |
| Naboju                      | 1,13 kg     | 1,12 kg   |
| Pocisku                     | 0,27 kg     | 0,35 kg   |
| Materiał wybuchowy          | 30 g A-IX-2 | –         |
| Prędkość początkowa pocisku | 1,050 m/s   | 1,050 m/s |

## Dane
- kaliber: 30 mm
- liczba luf: 2
- długość lufy: 65 kalibrów (L/65)
- prędkość początkowa pocisku: 1050 m/s
- odrzut lufy: 92 mm
- kąt podniesienia luf: od -12° do +87°
- prędkość obrotu wieży: 70°/s
- prędkość podnoszenia luf: 55°/s
- masa wieży: 1905 kg
- obsługa: 2 osoby
- donośność maksymalna: 6500 m do celów nawodnych (bez samolikwidatora), 4000 m do powietrznych
- donośność praktyczna 4738 m[2]
- szybkostrzelność:
  - teoretyczna: 2 × 1050 strzałów/min
  - praktyczna: 2 × 200–240 strzałów/min
- amunicja: naboje 30 × 210B typu BR-83 i OF-83D w taśmie o pojemności 2 × 500 szt.
- zasada działania automatyki działa: krótki odrzut lufy
- zasilanie: 220 V DC lub 380 V, 50 Hz, 26 V DC, 115 V, 400 Hz
- chłodzenie luf: cieczą
- systemy kierowania (poza wieżą): radar MR-104 Ryś albo MR-103 Bars, celownik optyczny Kołonka oraz dodatkowo konsola ręcznego sterowania.

## Wersje
- AK-230 typu A – zasilanie 220 V DC[5]
- AK-230 typu B – zasilanie 380 V AC[5]
- AK-230M – wykonanie małomagnetyczne dla trałowców, przyjęta na uzbrojenie w 1963 (zasilanie 380 V)[2].
- Type 69 – wersja chińska o masie całkowitej 3600 kg[5].

## W muzeach
- Muzeum Marynarki Wojennej w Gdyni
- Okręt muzeum ORP Fala w Kołobrzegu.
- Muzeum Wojska Polskiego w Warszawie
- Muzeum Obrony Wybrzeża w Świnoujściu (Fort Gerharda)